# ケフェウス座ゼータ星
ケフェウス座ζ星（英語: Zeta Cephei）は、ケフェウス座にある3等級の恒星である。

## 特徴
MKスペクトル分類の基本的な恒星の一つで、スペクトル型はK1.5Ib型とされている。
ケフェウス座ζ星は、太陽の230倍の半径を持ち、表面温度は4,000K、光度は太陽の5,660倍にもなる。地球からは約840光年離れている。見かけの明るさは3.4等級で、絶対等級は-3.7等級となる。金属量は太陽の約1.6倍とされている。
2008年のHekkerらの研究グループは、ケフェウス座ζ星に公転周期533日の伴星が存在している可能性があると発表した。また、それにより、わずかに変光する食変光星である可能性もある。
ケフェウス座ζ星は、中心部に鉄の核が形成されて、超新星爆発を起こす恒星の質量との境界付近にある。ケフェウス座ζ星は、おそらく寿命を迎えると、超新星爆発を起こさずに、大きな白色矮星を残してその一生を終えるとされている。仮に、伴星が存在しているとすると、白色矮星へガスなどが流入して、Ia型超新星を起こす可能性がある。